# Chihuahua (singel DJ Bobo)
Chihuahua – pierwszy singel DJ BoBo z albumu Chihuahua – The Album wydany w 2003 roku. Utwór ten przyniósł artyście największą popularność. Był odtwarzany w spotach reklamowych coca-coli.

## Pozycje na listach

### Listy sprzedaży
| Lista przebojów                               | Najwyższa pozycja |
| --------------------------------------------- | ----------------- |
| Austria (Ö3 Austria Top 40)                   | 48                |
| Belgia (Ultratop 50 Flanders)                 | 8                 |
| Belgia (Ultratop 50 Wallonia)                 | 23                |
| Finlandia (Suomen virallinen lista)           | 12                |
| Francja (SNEP)                                | 1                 |
| Hiszpania (AFYVE)                             | 1                 |
| Holandia (Mega Top 100)                       | 41                |
| Irlandia (IRMA)                               | 10                |
| Niemcy (Media Control Charts)                 | 19                |
| Norwegia (VG-lista)                           | 15                |
| Rumunia (Romanian Top 100)                    | 10                |
| Szwajcaria (Schweizer Hitparade)              | 1                 |
| Szwecja (Sverigetopplistan)                   | 10                |
| Węgry (Magyar Hangfelvétel-kiadók Szövetsége) | 1                 |
| Wielka Brytania (The Official Charts Company) | 36                |
| Włochy (FIMI)                                 | 2                 |

### Certyfikaty
Certyfikaty oraz liczba sprzedanych egzemplarzy w krajach:
| Państwo    | Certyfikat                                     |
| ---------- | ---------------------------------------------- |
| Francja    | Diamentowa płyta Sprzedaż: 750 000 egzemplarzy |
| Szwajcaria | Platynowa płyta Sprzedaż: 40 000 egzemplarzy   |